# Петрова Вес
Петрова Вес (слч. Petrova Ves) насељено је мјесто са административним статусом сеоске општине (слч. obec) у округу Скалица, у Трнавском крају, Словачка Република.

## Становништво
| Година:    | 1994. | 2004.   | 2014.   | 2024.   |
| ---------- | ----- | ------- | ------- | ------- |
| Број људи: | 994   | 1003    | 1093    | 1082    |
| Разлика:   |       | +0,90 % | +8,97 % | -1,00 % |

| Година:    | 2023. | 2024.   |
| ---------- | ----- | ------- |
| Број људи: | 1075  | 1082    |
| Разлика:   |       | +0,65 % |

Према подацима о броју становника из 2024. године насеље је имало 1082 становника.